# Roeburndale
 (avril 2023).
Roeburndale est une paroisse civile du Lancashire, en Angleterre.